# Myriopholis
Myriopholis es un género de serpientes de la familia Leptotyphlopidae. Sus especies se distribuyen por África y Asia (desde Arabia hasta la India).

## Especies
Se reconocen las 24 especies siguientes:
- Myriopholis adleri (Hahn & Wallach, 1998)
- Myriopholis albiventer (Hallermann & Rödel, 1995)
- Myriopholis algeriensis (Jacquet, 1895)
- Myriopholis blanfordi (Boulenger, 1890)
- Myriopholis boueti (Chabanaud, 1917)
- Myriopholis braccianii (Scortecci, 1929)
- Myriopholis burii (Boulenger, 1905)
- Myriopholis cairi (Duméril & Bibron, 1844)
- Myriopholis erythraeus (Scortecci, 1929)
- Myriopholis filiformis (Boulenger, 1899)
- Myriopholis ionidesi (Broadley & Wallach, 2007)
- Myriopholis lanzai Broadley, Wade & Wallach, 2014
- Myriopholis occipitalis Trape / Chirio, 2019
- Myriopholis longicauda (Peters, 1854)
- Myriopholis macrorhyncha (Jan, 1860)
- Myriopholis macrura (Boulenger, 1899)
- Myriopholis narirostris (Peters, 1867)
- Myriopholis nursii (Anderson, 1896)
- Myriopholis parkeri (Broadley, 1999)
- Myriopholis perreti (Roux-Estève, 1979)
- Myriopholis rouxestevae (Trape & Mane, 2004)
- Myriopholis tanae Broadley & Wallach, 2007
- Myriopholis wilsoni (Hahn, 1978)
- Myriopholis yemenica (Scortecci, 1933)